# Aristolochia trichostoma
Aristolochia trichostoma là một loài thực vật có hoa trong họ Aristolochiaceae. Loài này được Griseb. mô tả khoa học đầu tiên năm 1861.